# الرعاية الصحية في كوبا

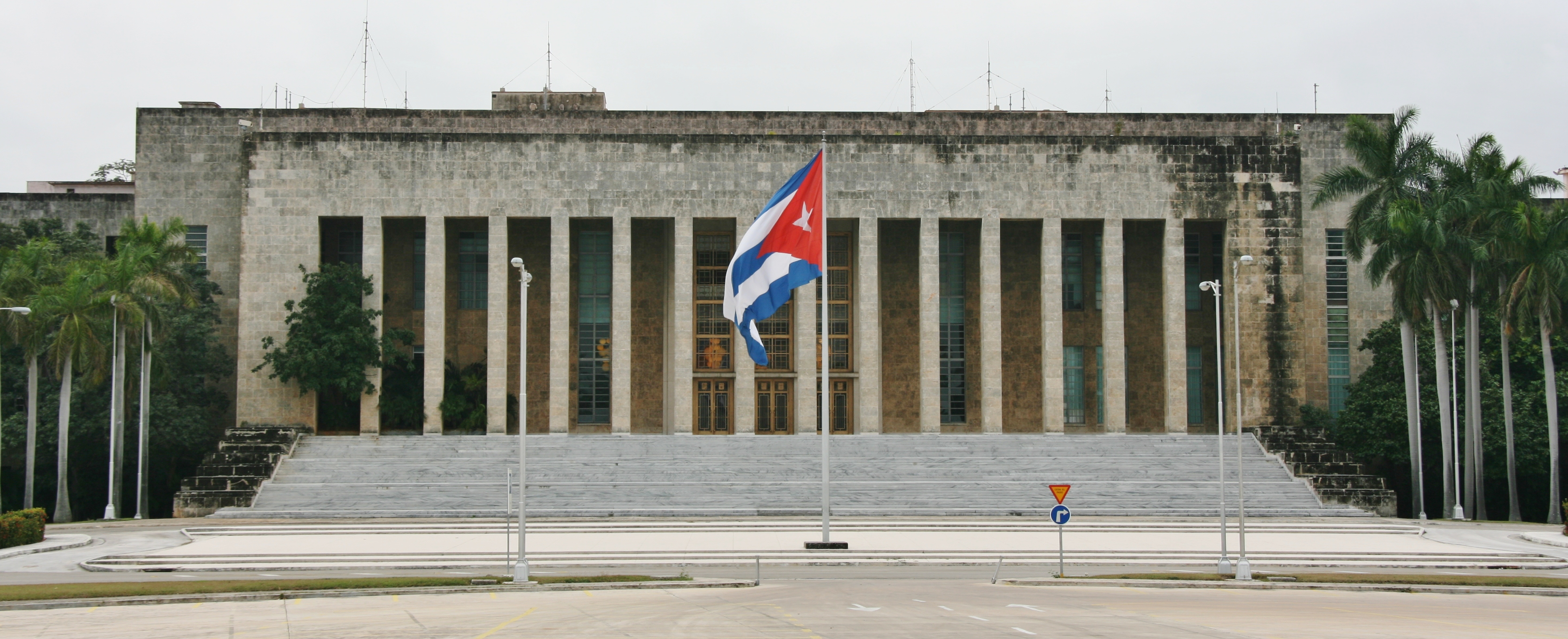

تدير الحكومة الكوبية نظامًا صحيًا وطنيًا وتأخذ على عاتقها المسؤولية المالية والإدارية للرعاية الصحية لجميع مواطنيها. لا توجد مستشفيات أو عيادات خاصة لأن جميع الخدمات الصحية تديرها الحكومة. وزير الصحة العامة الحالي هو روبرتو موراليس أوجيدا.
عانت الرعاية الطبية الكوبية مثل بقية القطاعات الاقتصادية بعد انتهاء الدعم الحكومي من الاتحاد السوفيتي في عام 1991، وكان لتصعيد الحصار الأمريكي على كوبا في هذا الوقت تأثيرًا أيضًا.
كان أداء الوضع الصحي في كوبا تاريخيًا -قبل وأثناء الحكم الشيوعي- أفضل من الدول الأخرى في المنطقة من حيث معدل وفيات الرضّع ومتوسط العمر المتوقع. ذكر بعض الخبراء أنه يجب التشكيك في الإحصاءات الرسمية المقدمة من قبل الحكومة الحالية.

## التاريخ
كان الأطباء المدربون في كوبا يمارسون الطب الغربي الحديث منذ بداية القرن التاسع عشر على الأقل وأُنشئت أول عيادة جراحية عام 1823. يوجد في كوبا العديد من الأطباء ذو مستوى عالمي، منهم كارلوس فينلي، الذي أُثبتت نظريته حول انتقال العدوى بالحمى الصفراء عن طريق البعوض بالدليل الدامغ تحت إشراف ولتر ريد وجيمس كارول وأريستيدس أغرامونتي. خلال فترة وجود الولايات المتحدة (1898-1902)، تمّ التخلص من الحمى الصفراء نهائيًا بفضل جهود كلارا ماس والجراح جيسي ويليام لازير.
كانت نسبة عدد الأطباء في خمسينيات القرن العشرين لكل ألف مواطن أعلى من بريطانيا وفرنسا وهولندا. وعلى مستوى أمريكا اللاتينية، احتلت المرتبة الثالثة بعد الأوروغواي والأرجنتين. ومع ذلك، ظلّت هناك تفاوتات ملحوظة. كان معظم الأطباء الكوبيين متوزعين على المدن والبلدات المحلية المزدهرة نسبيًا، وكانت الظروف في المناطق الريفية، ولا سيما إقليم أورينتي، أسوأ بكثير. كان معدل الوفيات ثالث أدنى معدل في العالم. كان للجزيرة أدنى معدل وفيات للأطفال في أمريكا اللاتينية، وفقًا لمنظمة الصحة العالمية.
تفاقمت الزيادة في الأمراض ووفيات الأطفال في ستينيات القرن العشرين عقب الثورة الكوبية وما تلاها من حصارٍ أمريكي على كوبا. أكدت الحكومة الكوبية الجديدة أن الرعاية الصحية الشاملة ستصبح أولويةً في أولويات الدولة. رسم الطبيب الثوري تشي غيفارا عام 1960 الخطوط العريضة لمستقبل الرعاية الصحية الكوبية في مقالٍ بعنوان «عن الطب الثوري»، جاء فيه: «العمل الذي يُعهد به اليوم إلى وزارة الصحة والمنظمات المماثلة، هو تقديم خدمات الصحة العامة لأكبر عددٍ ممكنٍ من الأفراد، ووضِع برنامج للطب الوقائي، وتوجيه العامّة لممارسة عادات النظافة الصحية». أعاقت هجرة نصف الأطباء الكوبيين تقريبًا إلى الولايات المتحدة تحقيق هذه الأهداف، بقي في البلاد ثلاثة آلاف طبيب فقط و16 أستاذًا في كلية الطب بجامعة هافانا. بدأت وزارة الصحة العامة مطلع عام 1960 برنامج تأميم الخدمات الطبية وأقلمتها. أصبحت كوبا عام 1965 أول دولة في أمريكا اللاتينية تقنّن الإجهاض.
في عام 1976، احتفظ برنامج الرعاية الصحية في كوبا بالمادة 50 من الدستور الكوبي المعدل الذي ينص على أن «لكل شخص الحق في الحماية والرعاية الصحية». تضمن الدولة هذا الحق:
- من خلال توفير الرعاية الطبية والعناية في المستشفى مجانًا عبر إعداد التجهيزات لشبكة الخدمات الطبية الريفية والعيادات الشاملة والمستشفيات ومراكز العلاج الوقائي والمتخصص.
- من خلال توفير عناية مجانية بالأسنان.
- من خلال تشجيع حملات الدعاية الصحية، والتثقيف الصحي، والفحوص الطبية المنتظمة، واللقاحات العامة وغيرها من التدابير لمنع تفشي المرض. يتعاون جميع السكان في هذه الأنشطة والخطط عن طريق المنظمات الاجتماعية والجماعية.[16] كانت عملية خصخصة الرعاية الصحية في كوبا غير قانونية وغير ضرورية، إذ أن الرعاية عالية الجودة والمتساوية التي توفرها الدولة متاحة للجميع وإلزامية حسب ما ينص عليه دستور كوبا.[17]

ازدادت نسبة الأطباء بالنسبة للمرضى في كوبا بشكل ملحوظ في النصف الأخير من القرن العشرين، من 9.2 طبيب لكل 10.000 مواطن في عام 1958، إلى 58.2 طبيب لكل 10.000 مواطن في عام 1999. طبقت الحكومة في ستينيات القرن العشرين برنامج التطعيمات الشاملة تقريبًا. ساعد ذلك في القضاء على العديد من الأمراض المعدية بما في ذلك شلل الأطفال والكزاز والخناق والحصبة الألمانية، على الرغم من زيادة بعض الأمراض خلال فترة المعاناة الاقتصادية في تسعينيات القرن العشرين، مثل السل والتهاب الكبد وجدري الماء. وشملت الحملات الأخرى برنامجًا لخفض معدل وفيات الرضّع في عام 1970 الموجه إلى رعاية الأمومة ومرحلة ما قبل الولادة. انخفض معدل وفيات الرضع في كوبا اعتبارًا من عام 2012 إلى 4.83 حالات وفاة لكل 1000 مولود حي مقارنة بـ 6.0 في الولايات المتحدة وأعلى من كندا بقليل إذ بلغت النسبة 4.8. ومع ذلك، لاحظ الخبراء أن هذه الإحصائيات قد تعكس المعاملة القاسية للمرضى الحوامل أو أن تلك الإحصائيات قد تكون مزورة. لاحظ أحد الخبراء، على سبيل المثال، أن النساء الحوامل قد يُجبرن على الخضوع للإجهاض إذا اكتشفت تشوهات لدى الجنين أو وضعها تحت المراقبة القسرية. يملك الأطباء أيضًا دافعًا لتزوير الإحصاءات، لأن ارتفاع معدل وفيات الرضع سيكلفهم وظائفهم. لا تسمح كوبا بالتحقيق المستقل في بياناتها الصحية.

### ما بعد انهيار الاتحاد السوفياتي
أدى فقدان الدعم السوفيتي إلى نقص الغذاء في كوبا في أوائل تسعينيات القرن العشرين. كان نظام الحكم السلطوي سببَ المجاعة خلال الفترة الاستثنائية، إذ حرم الناس من الغذاء الذي كان يحق لهم عند توقف توزيع الغذاء على الجمهور؛ أُعطيت الأولوية للطبقات الراقية والجيش. لم يقبل النظام تبرعات الغذاء والدواء والمنح المالية من الولايات المتحدة حتى عام 1993.
يصف عالم الأوبئة مانويل فرانكو الفترة الاستثنائية بأنها: «التجربة الطبيعية الأولى، وربما الوحيدة، التي واكبت ظروفًا مشؤومة، إذ كان للآثار البالغة على أمراض السكري والقلب والأوعية الدموية والوفيات الناجمة عن جميع الأسباب علاقة بفقدان الوزن بصورة مستدامة على مستوى السكان نتيجة زيادة النشاط البدني وانخفاض المدخول من السعرات الحرارية».
أعلنت كوبا عام 2007 أنها أخذت على عاتقها حوسبة وإنشاء شبكات وطنية في بنوك الدم وطب الكلى والصور الطبية. كوبا هي ثاني بلد في العالم في هذا المجال، لا يسبقها إلا فرنسا. تعدّ كوبا سجلًا صحيًا محوسبًا ونظام إدارة المستشفيات والرعاية الصحية الأولية والشؤون الأكاديمية والمشاريع الوراثية الطبية وعلوم الأعصاب والبرامج التعليمية. والهدف من ذلك هو المحافظة على جودة الخدمات الصحية المجانية للشعب الكوبي، وزيادة التبادل بين الخبراء ودعم مشاريع تطوير البحث. إن عملية التشبيك هي أمر بالغ الأهمية لضمان وصول شبكة نقل البيانات وموقع الصحة في كوبا (INFOMED) إلى جميع وحدات وعمال النظام الصحي الوطني.

### حصار الولايات المتحدة على كوبا
تسبب الحصار الذي فرضته الولايات المتحدة على كوبا خلال تسعينيات القرن العشرين بنشوب مشاكل بسبب القيود المفروضة على تصدير الأدوية من الولايات المتحدة إلى كوبا. أصبح الحصار الأمريكي عام 1992 أكثر تشددًا مع تمرير قانون الديمقراطية الكوبية ما أدى إلى حظر جميع التبادلات التجارية للشركات التابعة الأمريكية، بما في ذلك تجارة الغذاء والدواء. على الرغم من أن التشريع لم ينص على أن كوبا لا تستطيع شراء الأدوية من الشركات الأمريكية أو الشركات الأجنبية التابعة لها، إلا أن طلبات الترخيص كانت ترفض بصورة روتينية. أبلغت لجنة الدول الأمريكية لحقوق الإنسان التابعة لمنظمة الدول الأمريكية عام 1995 حكومة الولايات المتحدة بأن مثل هذه الأنشطة تنتهك القانون الدولي وطلبت أن تتخذ الولايات المتحدة خطوات عاجلة لإعفاء الدواء من قانون الحظر. أدانت مجلة ذا لانسيت والمجلة الطبية البريطانية أيضًا الحظر في تسعينيات القرن العشرين.
أجبر الحصارُ الأمريكي استخدام كوبا المزيد من مواردها المحدودة من الواردات الطبية، لأن المعدات والأدوية من الشركات الأجنبية التابعة لشركات أمريكية أو من مصادر غير أمريكية كانت أعلى سعرًا وتكاليف الشحن أغلى. زاد قانون الديمقراطية لعام 1992 من تفاقم المشاكل في النظام الطبي الكوبي، إذ حظر التعامل التجاري للشركات الأجنبية التابعة للشركات الأمريكية مع كوبا، وبالتالي تقييد وصول كوبا إلى الأدوية والمعدات ورفع الأسعار. وبالإضافة إلى ذلك، منع القانون السفن التي ترسو في الموانئ الكوبية من الرسو للتحميل والتفريغ في الموانئ الأمريكية لمدة ستة أشهر. أدى ذلك إلى فرض قيود جائرة على النقل البحري، وزاد من تكلفة الشحن بنسبة 30% تقريبًا.